# Homaliodendron microdendron
Homaliodendron microdendron är en bladmossart som beskrevs av Fleischer 1906. Homaliodendron microdendron ingår i släktet Homaliodendron och familjen Neckeraceae. Inga underarter finns listade i Catalogue of Life.